# Stipa sczerbakovii
Stipa sczerbakovii är en gräsart som beskrevs av Kotukhov. Stipa sczerbakovii ingår i släktet fjädergrässläktet, och familjen gräs. Inga underarter finns listade i Catalogue of Life.